# Nimzowitschgambiet
De Nimzowitschgambiet heeft meerdere betekenissen op het gebied van schaken. Deze staan hieronder omschreven.

## In het koningsgambiet
Het Nimzowitschgambiet is in de opening van een schaakpartij een variant van de schaakopening koningsgambiet; en het is ingedeeld bij de open spelen.
De eerste zetten van dit gambiet zijn: 1.e4 e5 2.f4 d5 3.ed c6.
Eco-code C 31.
Het gambiet is geanalyseerd door Aaron Nimzowitsch.

## In de Franse opening
Het Nimzowitschgambiet is ook een variant in de Franse opening en is dan ingedeeld bij de halfopen spelen.
Het begint met de volgende zetten: 1.e4 e6 2.d4 d5 3.e5 c5 4.Dg4 cd 5.Pf3.
Eco-code C 02.